# Demi Lovato
Demetria Devonne "Demi" Lovato (Albuquerque, 1992. augusztus 20. –) többszörösen Grammy-díjra jelölt amerikai énekesnő, dalszerző, zongorista, színésznő, illetve bántalmazás ellen küzdő aktivista, aki jótékonykodási akcióiról is ismert. Lovato első szerepe Angela (Barney & Friends) volt, amit 2008-ban a Rocktábor című filmben Mitchie Torres főszerepe követett. Ezt 2009-ben a Sonny, a sztárjelölt című vígjátéksorozat, valamint a Hercegnővédelmi program című film követte.
Don’t Forget című albumát 2008. szeptember 23-án adták ki. 89 000 eladott lemez után a Billboard 200 lista második helyén debütált. Mára ez az eladási adat már félmillió nőtt az Egyesült Államokban. Második lemeze, a Here We Go Again 2009. július 21-én jelent meg. A kiadvány sikeresen meghódította a Billboard 200-at, 108 000 eladott lemezzel egy hét alatt. A harmadik album, az Unbroken 2011. szeptember 20-án jelent meg, és negyedik helyen mutatkozott be a Billboard 200-on. Negyedik albuma, a Demi 2013-ban jött ki, melyet a Heart Attack című kislemez megjelenése előzött meg. 2012-ben az amerikai X Factor második évadában szerepelt mentorként Simon Cowell, L.A. Reid és Britney Spears mellett.

## Gyermekkora
Lovato Albuquerque-ben született 1992. augusztus 20-án és Dallas-ban nőtt fel. Szülei Dianna Hart De La Garza és Patrick Lovato (1960 – 2013. jún. 22). Olasz, ír és mexikói gyökerekkel. Nővére Dallas Lovato, féltestvére Madison De La Garza és Amber, akiről nem is tudott egészen 20 éves koráig. Édesanyja country-énekesnő volt. Lovato hétévesen zongorázni, tízévesen gitározni kezdett. Ellen DeGeneres-nek az énekesnő elárulta, hetedik osztályos korában milyen kínokat kellett kiállnia. A bántalmazások odáig fajultak, hogy magántanulóként kellett folytatnia tanulmányait. 2009 áprilisában szerzett középiskolai diplomát. Később a PACER szervezettel harcolt a kiközösítések ellen. Megjelent a Topmodell leszek!-ben és a CNN műsorában is e célból. 2011-ben azt is elárulta, hogy „nagyon egészségtelen kapcsolata volt az ételekkel” 8 éves kora óta, ami többek között a bántalmazásokra vezethető vissza. Kövérnek és csúnyának nevezték, és ő komolyan vette.

## Színészi karrierje

### 2008–2009:RocktáborésSonny, a sztárjelölt

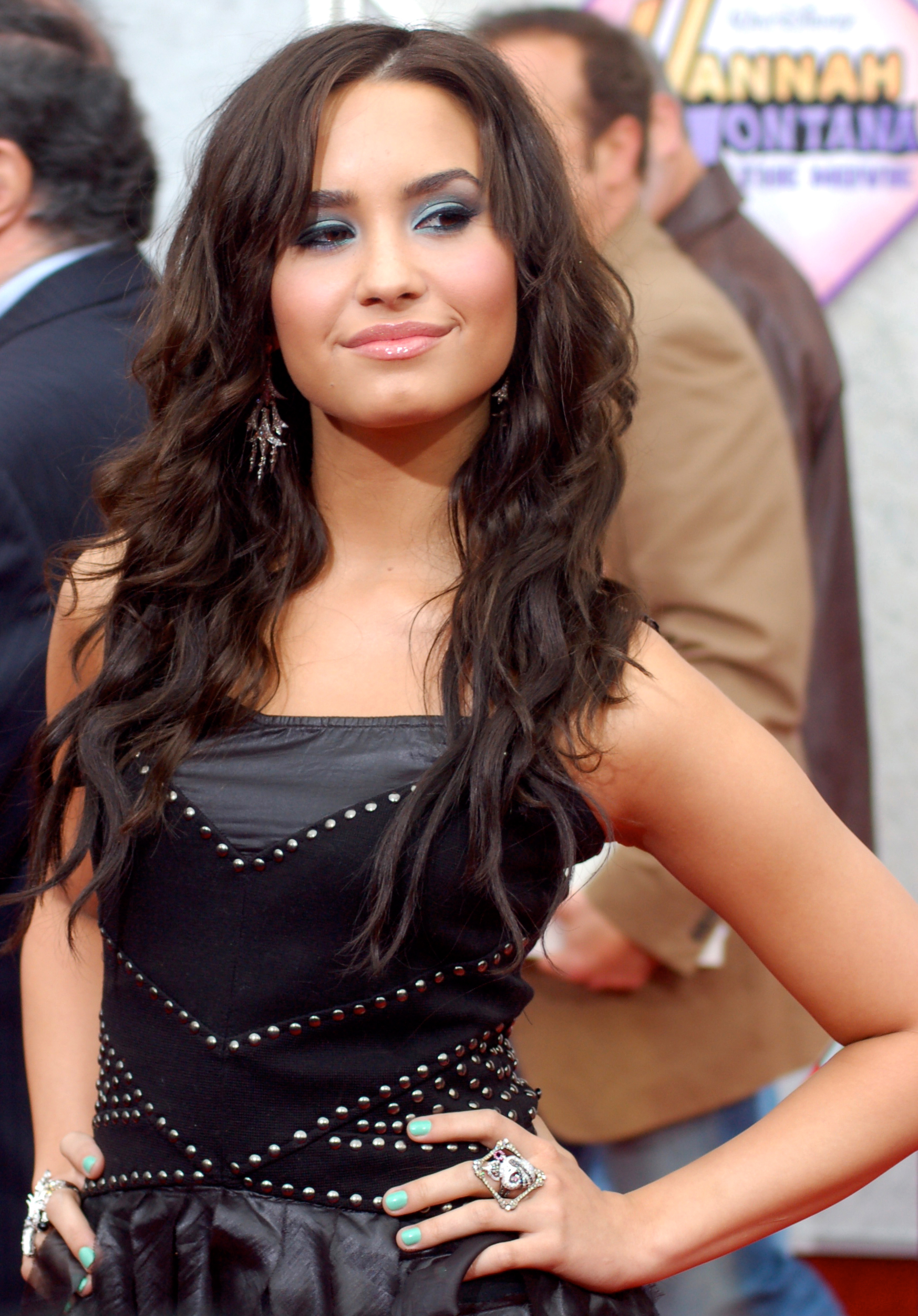
Lovato a Hannah Montana – A film premierjén 2009-ben

Demi színészi karrierjét Angelaként kezdte a Barney és barátai című sorozat hetedik és nyolcadik évadában Selena Gomez mellett. 2006-ban a A szökés-ben kapott szerepet Danielle Curtin-ként. Nicole-ként jelent meg a Just Jordan második szériájában. 2007-ben megkapta Charlotte Adams szerepét a Disney Channel Szól a csengő című sorozatában, mely 2007. augusztus 26-án került bemutatásra. Néhány saját dala, így a Shadow is megjelent a showban. 2007 nyarán megjelent a Rocktábor című film és a Sonny, a sztárjelölt című komédia szereposztóján (ugyanazon a napon), és megkapta mindkét főszerepet. A filmhez Christina Aguilera Ain’t No Other Man című dalával kellett bizonyítani rátermettségét. A szerep mellett lemezszerződést is kapott a Hollywood Records-tól. A Rocktáborban Mitchie Torrest, egy 14 éves lányt alakított, akinek nagy álma, hogy énekesnő lehessen. A filmet 2008. június 20-án mutatták be az USA-ban a Disney Channelen, közel 9 millió néző látta. Olaszországban közel 1 millió embert vonzott a premier.
2009-től Sonny Munroe-ként is látható volt a képernyőkön a Sonny, a sztárjelölt című sorozatban. Február 8-án debütált az Egyesült Államokban HD felbontásban (ez volt az első Disney-sorozat, melyet a kezdetektől ilyen felbontásban sugároztak). 2011. január 2-án ért véget a műsor, két évad után. 2008. szeptember 15-én kezdődtek a forgatások az NBC Studiosban, a második széria forgatási helyszíne már a Hollywood Center Studios volt, ahol többek között a Varázslók a Waverly helyből című sorozatot is forgatták. 2009 júniusában a Hercegnővédelmi program című filmben szerepelt Selena Gomez mellett. Ez lett a harmadik legsikeresebb film a Disney Channel Original Movie sorozatában, közel 10 milliós nézettséggel.

### 2010:Rocktábor 2: Záróbuli, szünet

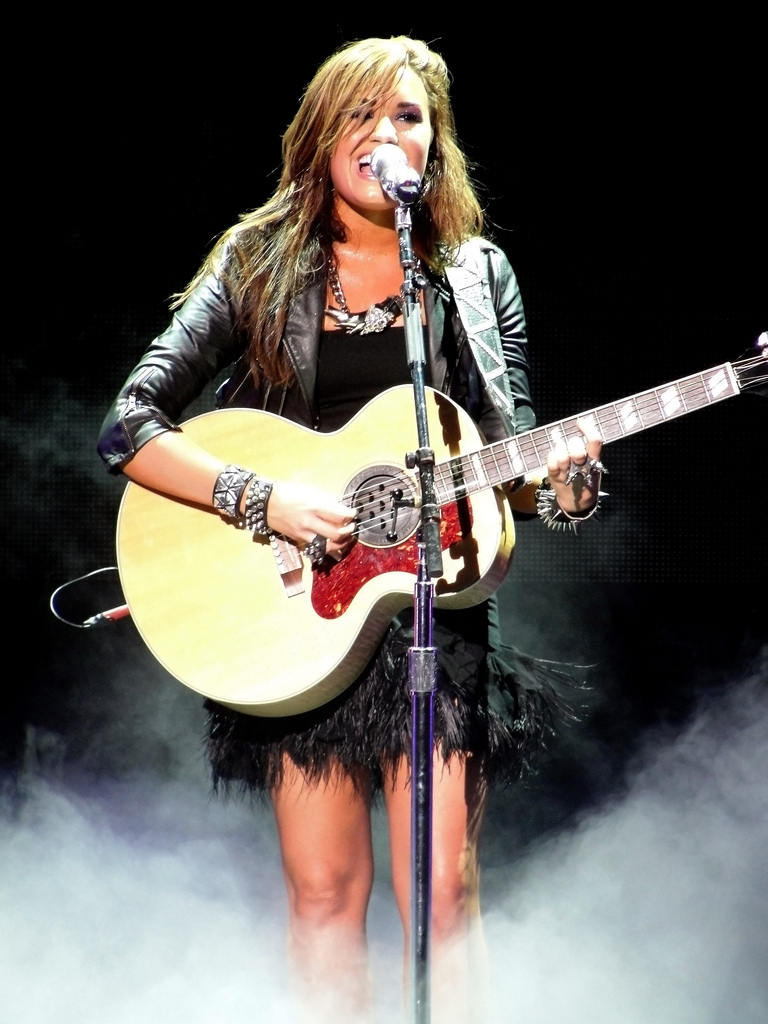
Lovato a 2010 World Tour egyik állomásán 2010 szeptemberében

2009 szeptemberében kezdték el forgatni a Rocktábor film folytatását, a Rocktábor 2. – Záróbulit. 2010. szeptember 3-án mutatták be a filmet. Közel 8 milliós nézettséget gyűjtött össze, mely 1 millióval kevesebb az első rész nézettségénél. Ugyanakkor így is ez a film lett a legnézettebb kábeltelevíziós film azon a héten, és az egész évben is. Szeptember 4-én ismét leadták a filmet, akkor 3,7 millió néző követte a filmet. A brit premier (2010. szeptember 17.) 637 000 embert vonzott. A film vegyes kritikákban részesült. Lovato szerepelt a A Grace klinika című sorozatban is.
2011. április 19-én bejelentették, Demi nem tér vissza a Sonny, a sztárjelölt harmadik évadába egészségi problémái miatt. A sorozatot átnevezték So Random!-ra. Lovato erről így nyilatkozott: „… olyan szomorú számomra, hogy életem azon fejezete véget ért, de nem is lehetett volna jobb alkalom arra, hogy tovább lépjek… szerintem, ha visszamennék Sonnynak, az nem tenne jót a gyógyulásomnak… a kamera előtt szereplés zavarna.” A Fabolous Magazine UK-nek elárulta, nem tervez visszatérést a filmiparba, míg teljesen magabiztos nem lesz.

### 2013: Glee
Augusztus 22-én jelentették be, hogy Demi beleegyezett abba, hogy megjelenik a Glee 5. évadában minimum 6 epizód erejéig. Dani-t játszotta, a feltörekvő New York-i művészt, aki összebarátkozott Rachel-rel és Santana-val, akivel egy párt is alkottak. Egy epizódban még csókolóztak is. Demi beleegyezett a csókba, így akarta kifejezni, hogy fel kell vállalni, ha valaki leszbikus.

### 2015: Szinkronizálás és Alkonyattól pirkadatig
Február 19-én erősítették meg, hogy Demi lesz a Charming című vadonatúj animációs film zenei producere és egyben fő szinkronhangja. Szintén megtudhattuk, hogy csatlakozott a Hupikék törpikék 3. részéhez, ahol Törpillát fogja szinkronizálni Katy Perry helyett. Június 9-én derült ki, hogy szerepet vállalt az Alkonyattól pirkadatig című sorozatban és várhatóan a 2. évad évadzárójában fog felbukkanni.

### 2019: Visszatérés a színészethez
2019 augusztusában bejelentették, hogy Lovato szerepelni fog az "Eurovíziós Dalfesztivál: A Fire Saga története" c. filmben Will Ferrel és Rachel McAdams mellett. A film 2020 június 26-án jelent meg és ez volt az első filmszerepe a Rocktábor 2. óta. 2020-ban szerepelt a Will és Grace 11. évadában 4 epizód erejéig Jenny-ként.

## Zenei karrierje

### 2007–2008:Don’t Forget

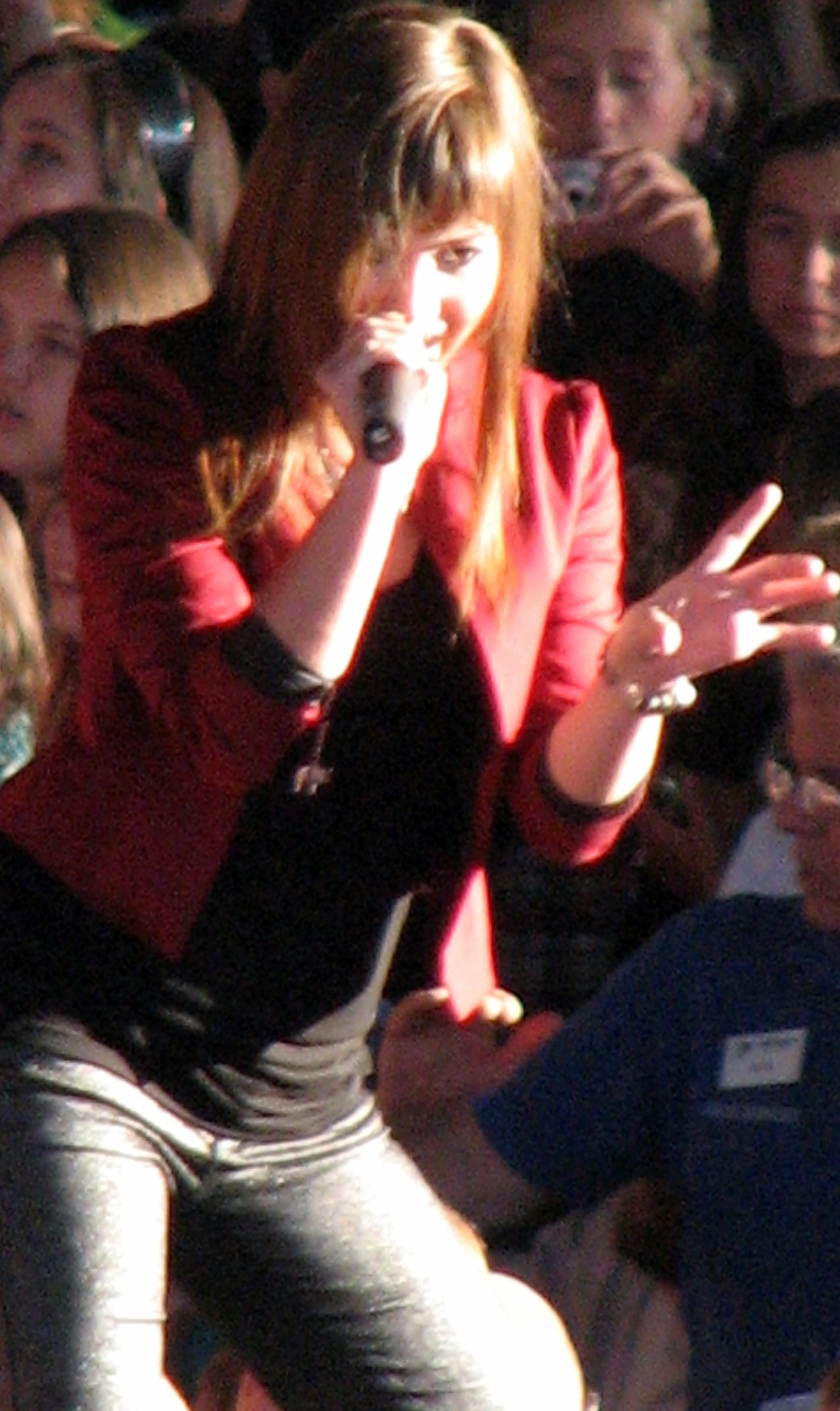
Lovato a Demi Live! Warm Up Tour egyik állomásán 2008-ban

Lovato zenei karrierjét 2007-ben kezdte meg olyan dalaival, mint a Shadow, melyek a Szól a csengő című sorozatban jelentek meg. 2008-ban Lovatót leszerződtette a Hollywood Records, miután megkapta a Rocktábor főszerepét. Olyan dalok jelentek meg a filmben, mint a We Rock, Who Will I Be, Our Timbe is Here és This Is Me Joe Jonas közreműködésével. Utóbbi 9. helyezést ért el a Billboard Hot 100 slágerlistán, de top 10-es lett Kanadában, Olaszországban, Mexikóban, Új-Zélandon és Spanyolországban is. A filmzenei albumból egymillió példány kelt el az Egyesült Államokban, így platina minősítést ért el. A lemez 2008. július 14-én jelent meg az Egyesült Királyságban. November 16-án karaoke-album jelent meg a filmből. 2008 nyarán Demi House of Blues-helyszíneken és parkokban lépett fel Demi Live! Warm Up Tour koncertkörútjának részeként, de turnézott a Jonas Brothersszel is.
Lovato debütáló albuma, a Don’t Forget 2008. szeptember 23-án jelent meg. Az album megalkotásában jelentős részt vállalt a Jonas Brothers, de John Fields mint producer is sokat segített a lemez megalkotásában. Tíz dalt a Look Me in the Eyes Tour állomásain írtak. A kiadvány a pop-rock műfajra épül, dalszövege a tinipop albumokéhoz hasonlítható. Második helyet ért el a Billboard 200 89 000 eladott lemezzel egy hét után. Mára az eladási adat félmillióra növekedett. A Get Back jelent meg az album első kislemezeként 2008. augusztus 12-én. A felvétleen John Taylor is gitározott, Jack Lawless pedig dobosként működött közre. A kritikusok pozitívan fogadták, kereskedelmileg átlagosan teljesített, 43. helyezést ért el a Billboard Hot 100-on. A második (és egyben utolsó) kislemez, a La La Land 2009. április 10-én jelent meg a Hollywood Records gondozásában. Lovato mellett a Jonas Brothers szerezte, producerei is az utóbbiak voltak John Fields mellett. A kritikusok tetszését ez is elnyerte. Az előbb is említett slágerlistán ez a dal 52. helyezést ért el. Lovato csatlakozott a Disney’s Friends for Change csapathoz is, hogy a környezettudatos viselkedést promotálhassa. A projekt tagja volt még Selena Gomez, Miley Cyrus és a Jonas Brothers. Közös daluk lett a Send It On, mely 2009-ben jelent meg jótékonykodási célokból. 20. helyen debütált a Billboard Hot 100 listán.

### 2009–2010:Here We Go Again

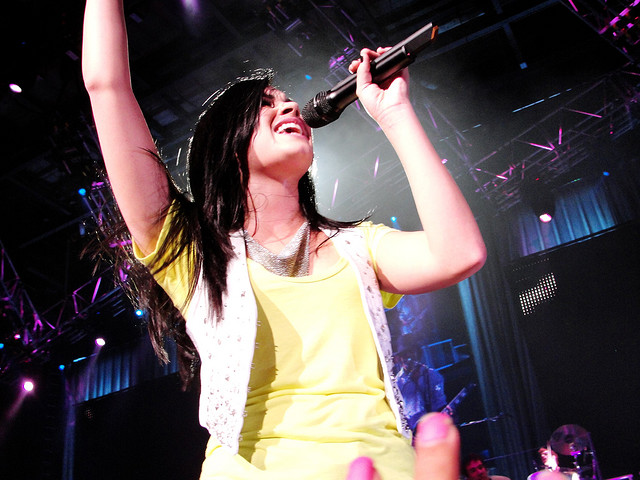
Demi 2009-es nyári turnéja közben, a So Far, So Great előadása közben

Lovato elkezdte Summer Tour 2009 koncertkörútját, hogy promotálhassa második, Here We Go Again című albumát, mely 2009 nyarán jelent meg. Az album a Billboard 200 első helyén debütált 108 000 eladott példánnyal. Az albumot olyan akusztikus dalok inspirálták, mint John Mayer munkái. A kritikusok pozitívan fogadták. Az AllMusic 2009 egyik legjobb pop albumánk rangsorolta. A lemezt megelőzte a Here We Go Again című dal, mely 2009. június 23-án jelent meg első kislemezként. Isaac Hasson, Lindy Robbins és Mher Filian szerezték, producere SuperSpy volt. A kritikusok tetszését a dal is elnyerte, többek között Kelly Clarkson-hoz hasonlították munkásságát. 15. helyet ért el a Billboard Hot 100-on. Második és egyben utolsó kislemezként a Remember December jelent meg 2009. november 17-én. John Fields, Lovato és Anne Preven szerezték, producere Fields volt. 2010. január 18-án Észak-Amerikában került kiadásra. Kereskedelmileg nem lett túl sikeres, a brit kislemezlistán 80. helyezést ért csak el. 2010. május 23-án kezdődött a turné Chilében, majd 28-án végződött Brazíliában. Ezután a Jonas Brothers Live in Concert koncertkörúton is megjelent.
2009 októberében a Jonas Brothersszel közreműködve adta ki a Bounce című dalt, majd egy évvel később jelent meg Make a Wave című duettjük.
A Rocktábor 2. – A záróbuli filmzenei albuma 2010. augusztus 10-én jelent meg. Kilenc dalon működött közre, például a Can’t Back Down-on, It’s On-on és Wouldn’t Change a Thing-en. Utóbbi az album negyedik kislemezeként jelent meg, de nem ért el jelentős kereskedelmi sikereket. Az album viszont 3. lett az Egyesült Államokban, 500 000 eladott példány után arany minősítéssel gazdagodott. 2010. augusztus 7-én (a tervezettnél két héttel később) kezdődött el a Jonas Brothers 2010 World Tour/Camp Rock 2 Tour turné.
2010. október 5-én jelent meg a Sonny, a sztárjelölt filmzenei albuma. Négy dalon működött közre: So Far, So Great, Me, Myself and Time, What to Do és Work of Art 163. helyen debütált a lemez az USA-ban. Két kislemez jelent meg a kiadványról: a So Far, So Great 2009. június 9-én került kiadásra, ez lett a főcímdal is egyben. A Here We Go Again albumon is helyet kapott bónusz dalként. Másodikként a Me, Myself and Time jelent meg 2010. augusztus 3-án.

### 2011–2012:Unbroken

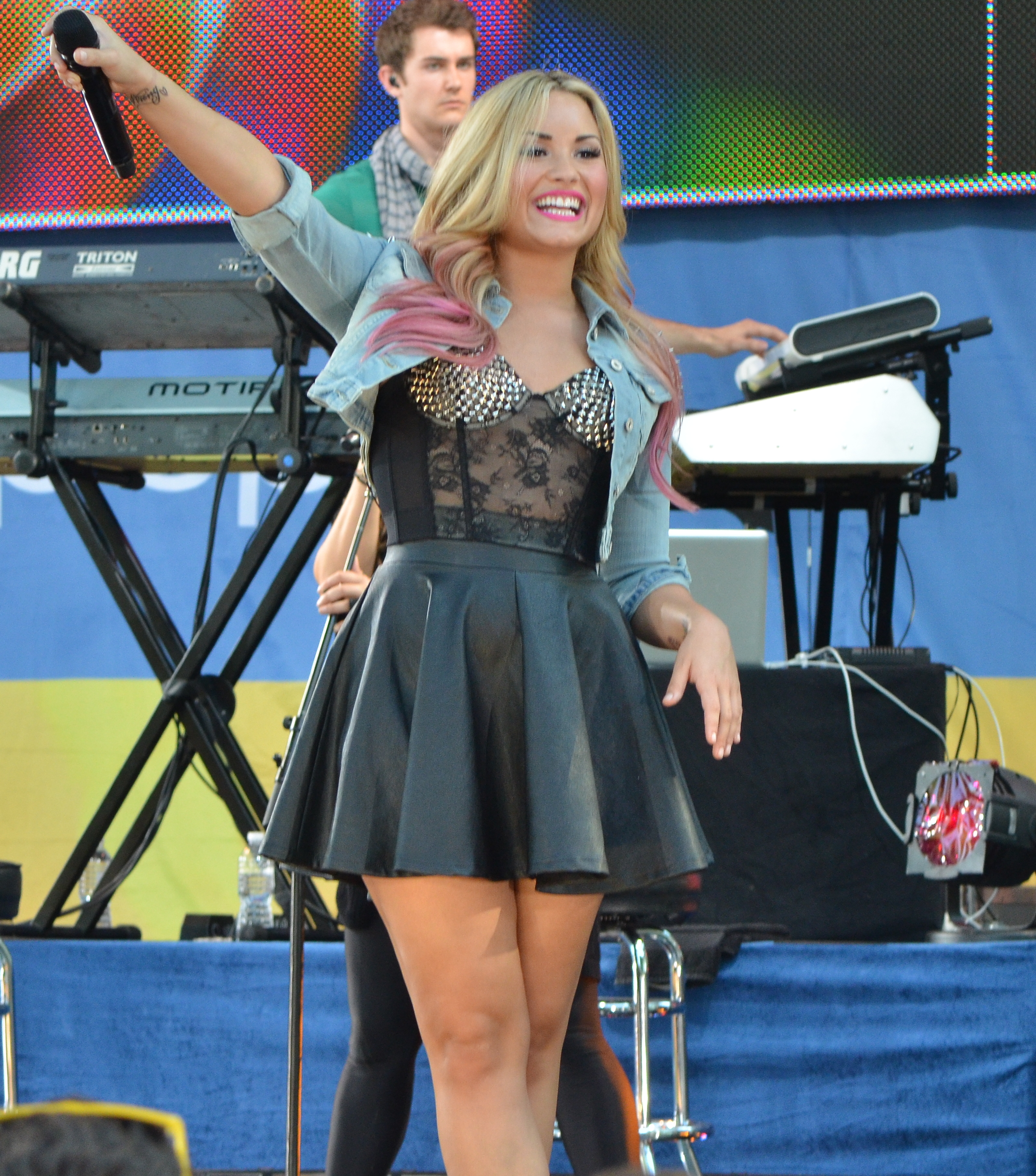
Lovato a Good Morning America fellépőjeként 2012-ben.

Lovato harmadik albuma, az Unbroken 2011. szeptember 20-án jelent meg. 2010 júliusában kezdett el dolgozni a lemezen, mielőtt kezelésekre szorult. Leírása alapján az album az R&B műfajon alapul, Keri Hilson és Rihanna munkáira hasonlít. Miután Timbaland elárulta, szivesen dolgozni az énekesnővel, el is készítették duettjüket, melyen Missy Elliot is közreműködött. A kiadvány sokkal „rádióbarátabb” az előző kettőnél, ezt a dance és hiphopelemeknek köszönheti. A kritikusok vegyesen fogadták, hangját pozitív kritikákkal illették. Első kislemezként a Skyscraper jelent meg 2011. július 12-én. Szerzője Toby Gad, Lindy Robbins és Kerli Kõiv voltak, producerként Gad dolgozott a dalon. A kritikusok és a média tetszését egyaránt elnyerte, többek között Demi hangja és inspiráló dalszövege miatt. Emellett több híresség is pozitív hangvételben említette a szerzeményt Twitter-en. A szám tizedik helyen debütált a Billboard Hot 100-on, majd 17 hetet töltött a listán. Második kislemezként a Give Your Heart a Break jelent meg 2012. január 23-án. Szerzője és producere Josh Alexander és Billy Steinberg. Az USA-ban 16. helyezést ért el, egyik legnagyobb rádiós slágere lett a szám. 2012 augusztusára 1 milliós eladás után platina minősítést kapott az Egyesült Államokban. 2012. július 31-én a Skyscraper megnyerte a "Best Video With a Message" (Legjobb üzenettel rendelkező videó) díjat a 2012-es MTV Video Music Awards-on.

### 2012–2014:Demi

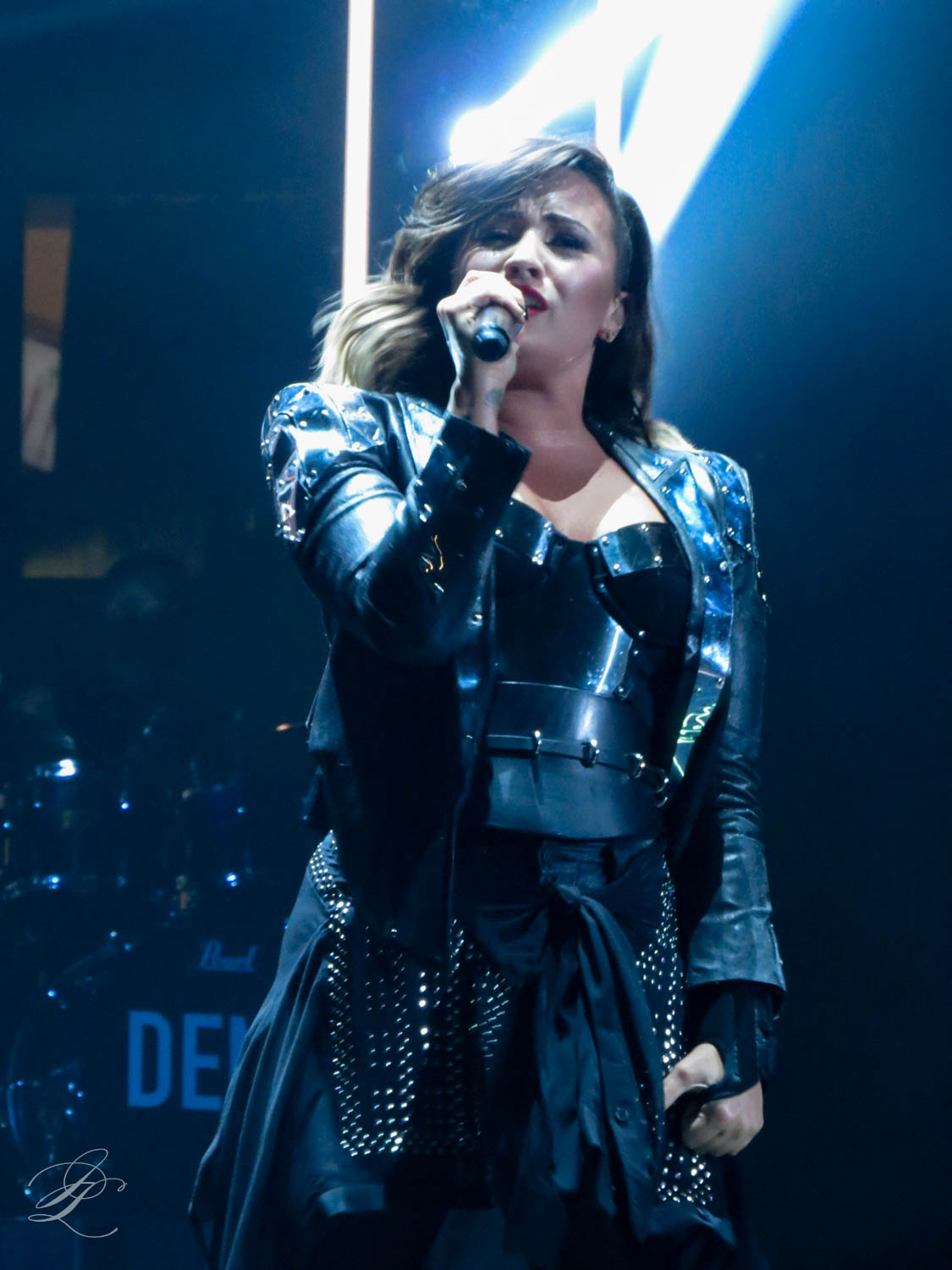
Demi Lovato a 2014-es denveri koncertjén

2012. április 4-én bejelentették, hogy Demi elkezdett dolgozni negyedik albumán Mitch Allan producerrel. Másnap Demi így nyilatkozott erről: „olyan izgatott vagyok, hogy elkezdtem [dalt] szerezni a negyedik albumomra” és „ezúttal NEM tarthat vissza semmi.” 2012. április 8-án közzétette, hogy „épp most írtam egy dalt, amit sosem adhatok majd ki.” Az első kislemezt 2012 decemberére ígérték, de végül nem került kiadásra ebben az időben. 2012 októberében Demi a Teen Vogue-nak így nyilatkozott: „Azt kell mondjam, hogy elegem van a sok dupstepből, ami mostanság a rádióban megy – szerintem két hónapon belül megjelenik. Olyas valamit akarok, amit az emberek sokáig hallgathatnak, nem csak valami trendit. Felnőtt embernek érzem magam, azt akarom, hogy a zeném velem együtt fejlődjön.”
2012. december 24-én Demi kiadta videóját, melyben az Angels Among Us című dalt énekelte el a Sandy Hook Elementary School-beli lövöldözések áldozatainak emlékére.
2013. február 12-én jelentette be Lovato, hogy Heart Attack című kislemeze 2013. március 4-én jelenik meg. Ennek ellenére már korábban, február 24-én megjelent. A dalt Lovato, Mitch Allan, Jason Evigan, Sean Douglas, és Nikki Williams szerezte. A rádiós sugárzások alapján top 20-as sláger lett Kanadában, Írországban, Új-Zélandon, Norvégiában, Ukrajnában és az Egyesült Királyságban. Top 10-es lett az Egyesült Államokban is, ezzel ebben az országban harmadik dala érte el ezt a sikert. Negyedik stúdióalbuma, a Demi 2013. május 10-én jelent meg, a Billboard 200 harmadik helyén debütált, ezzel a legsikeresebb albuma lett az énekesnek. Első helyezést ért el a lemez a Canadian Albums Chart listán. 2013 júniusában e-könyvet tervezett kiadni.
2013. november 1-jén megjelent egy a "Let it go" a Disney filmjéhez a Jégvarázshoz, amely 2014. november 27-én debütált a mozikban. Az amerikai Billboard Hot 100 listán 38. lett és ma már a 300 milliós nézettséget is meghaladta.
2013. december 8-án Demi megerősítette, hogy nem tér vissza az X-factorba mentornak és mint kiderült nem is lesz 4. évad.

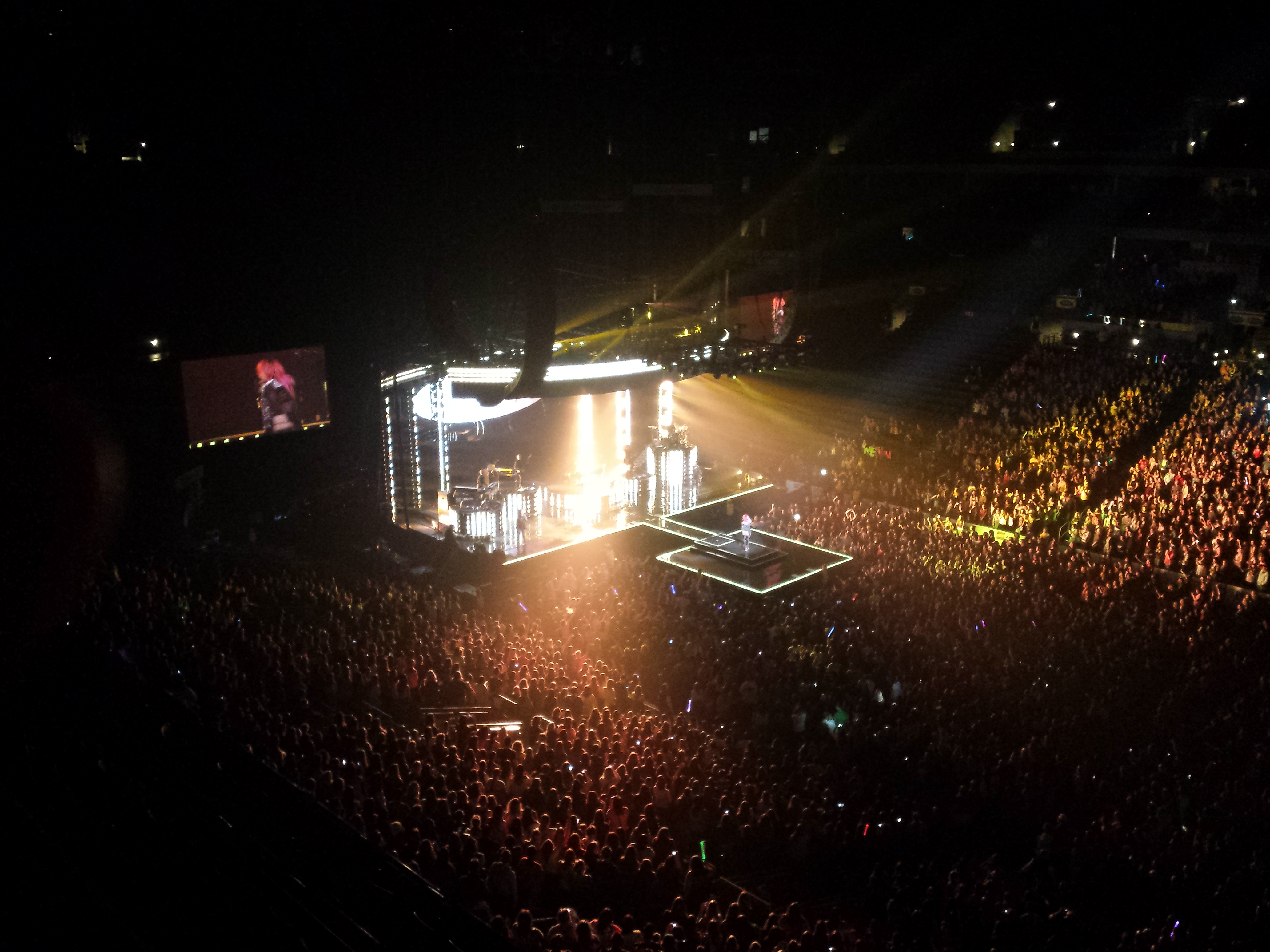
The Neon Lights Tour 2014

Lovato azt nyilatkozta, hogy inkább a zenére szeretne koncentrálni és fel akarja venni az 5. stúdióalbumát. Erről így nyilatkozott: "Már megkezdtük a munkálatokat az 5. album körül és úgy tervezzük, hogy majd a turné közben is veszünk fel újabb dalokat, addig még a hangom is csak fejlődik és bele tudom tenni azt, ami voltam, ami vagyok, ami lenni szeretnék – majd így folytatta – Még sohasem voltam ilyen biztos magamban, szeretnék művész lenni és megzenésíteni a személyes tapasztalataimat is, de mindehhez szükségem van hangom fejlesztéséhez is és tudom, hogy képes vagyok rá. Ez a lemez megadja nekem a lehetőséget megnyílni a külvilág felé."
Február 9-én Lovato elkezdte a Neon Lights turnét is. Első állomása Vancouverben, Kanadában volt. Ez az eddigi legnagyobb turnéja. Nagyon sokat szántak a produkciókra. Észak-amerikai és dél-amerikai turnéja már végett ért. Nagy sikert aratott mindenhol. Majd Lovato azt is bejelentette, hogy a turnéja még Európában is folytatódni fog és már meg is érkezett Londonba. 2014. május 11-én Demi bejelentette a 4. kislemezt a 'Demi' albumról, ami nem más lett, mint a 'Really Don't Care' című szám, amiben Cher Lloyd is közreműködött.
5. kislemez lett a Nightingale, ami Demi számára egy nagyon személyes dal, amit barátja elvesztése végett írt, akit elvesztett tinédzser korában.
2014. május 18-án Demi bejelentette, hogy közreműködött a The Vamps dalában a Somebody To You-ban, amihez már el is készült a kisfilm.
2014. szeptember 6-án kezdett neki Lovato a Demi World Tour-nak. Nyitózenekarként olyan hírességek jelentek meg, mint Christina Perri vagy Becky G. A turné egészen 2015. július 11-éig tartott és nem egyszer fogadta őt telt házas közönség a stadionokban. Turné közben pedig ötödik albumán is munkálkodott és elmondta, hogy az új albuma más lesz mint a többi.

### 2015-2016: Confident
Az album első kislemezét a Cool For The Summer-t 2015. július 1-jén adták ki, de egy nappal korábban kiszivárgott. Bár a Confident lett volna az első dal amit kiadtak volna, Demi megváltoztatta döntését. 2015 augusztusában megerősítették, hogy a Confident lesz a második kislemez és szeptemberben fog megérkezni. A dal idő előtt augusztus 24-én kiszivárgott a rajongók örömére.
A Grammy-jelölt Confident album 2015. október 16-án jelent meg és pozitív kritikákat kapott. 2-ként debütált a Billboard 200-on és 1 hét alatt több mint 98 000 példány kelt el belőle.
2015. október 17-én a Saturday Night Live vendége volt, ahol fellépett a Cool for the Summer, Confident és Stone Cold című számaival. Ezenkívül a Fall Out Boy-jal is dolgozott az Irrestible című számon. Ugyanebben a hónapban leszerződtt egy modellügynökséghez, a Willhellmina Models-hez. 2015. október 22-én bejelentés nélkül kiadta a Waitin' for You című számához készült videoklippet. 2015. október 26-án Nick Jonasszal közösen bejelentette, hogy közös turnéra indulnak, melynek neve Future Now Tour. Ezenkívül a Billboard abban a megtiszteltetésben részesítette, hogy neki adta a Rulebreaker Award nevezetű díjat 2015. december 11-én. 2016. március 21-én megjelent a "Stone Cold" mint harmadik és egyben utolsó kislemez a Confident-ről. 2016. július 1-jén megjelent Lovato új promóciós kislemeze a "Body Say".
2017-2018: Tell Me You Love Me
2017-ben Lovato a Time magazin '100 legbefolyásosabb ember a világon' listáján szerepelt. 2017. május 8-án bejelentették, hogy Lovato együttműködik a Fabletics sportruházattal, hogy támogassák az ENSZ kezdeményezését, a Girl Up-ot.
2017 márciusában Lovato közreműködött a Cheat Codes "No Promises" c. dalán, júniusban pedig megjelent a Jax Jones-szal és Stefflon Don-nal közös "Instruction". 2017 júliusában megjelent az első kislemez, a "Sorry Not Sorry", ami a legkelendőbb dala lett és a 6. helyre került a Billboard Hot 100 listán. 2017. szeptember 29-én megjelent a Tell Me You Love Me album, ami 3. helyen debütált a Billboard 200-on és 78 000 példány kelt el belőle az első héten. Pozitív kritikákat kapott és ez lett Lovato első albuma, ami platina minősítést kapott az USA-ban.
2017. október 17-én megjelent a "Demi Lovato: Simply Complicated" dokumentumfilm a YouTube-on, ami Lovato eddigi karrierjéről és személyes küzdelmeiről szól. A 2018-as MTV Movie & TV Awards díjátadón a „Legjobb zenei dokumentumfilm” kategóriában jelölték. 2017 októberében a Lovato bejelentette Tell Me You Love Me világkörüli turnéjának észak-amerikai dátumait, vendégeivel ,DJ Khaled-del és Kehlani-val. 2017 novemberében megjelent Luis Fonsi-val közös dala, az "Échame la Culpa".
Fellépett a March for Our Lives fegyveres erőszak elleni tüntetésen Washingtonban, 2018. március 24-én. Májusban közreműködött a Clean Bandit "Solo" című dalán, ami 1.helyezést ért el az Egyesült Királyságban, és megjelent Christina Aguilera-val közös dala, a "Fall In Line", amit 2018-ban Grammy-díjra jelöltek. Június 21-én megjelent a "Sober", ami függőségéről és küzdelmeiről szól. Az eredetileg 2018 novemberében végetérő Tell Me You Love Me világturné júliusban ért véget, Lovato július 24-ei túladagolását követően.
2019-2021: Visszatérés és Dancing with the Devil... the Art of Starting Over
2019. május 11-én Lovato bejelentette, hogy új menedzserrel szerződött Scooter Braun személyében. 2020 januárjában először lépett fel szünete óta a Grammy színpadán az "Anyone" című dalával, melyet 2018-ban négy nappal túladagolása előtt vett fel. 2020 februárjában a Super Bowl-on adta elő a himnuszt. Március 6-án megjelent új kislemeze, az "I Love Me", április 16-án Sam Smith-szel közös kollaborációja az "I'm Ready". A 2020-as MTV Video Music Awards díjátadón Lovato két jelölést kapott az "I Love Me" című daláért, ezzel ő lett az első előadó a VMA történelmébenben, akit nyolc egymást követő évben minden évben jelöltek. Szeptember 10-én kiadott egy dalt az amerikai DJ Marshmello-val, "OK Not to Be OK" címmel, a Hope For The Day öngyilkosság-megelőzési mozgalommal együttműködve. 2020. szeptember 30-án Lovato Twitteren keresztül kiadta a "Still Have Me"-t; a dal később megjelent digitális platformokon. Október 14-én a 2020-as elnökválasztás előtt politikai balladát adott ki "Commander in Chief" címmel. A 46. People's Choice Awards házigazdája volt 2020. november 15-én.
2021 márciusában mutatták be a YouTube-on a Lovato életét követő négyrészes dokumentumfilm-sorozatot. A Demi Lovato: Dancing with the Devil című minisorozatot Michael D. Ratner rendezte, és Lovato túladagolását és az elmúlt 3 évét mutatta be. 2021. április 2-án megjelent a hetedik stúdióalbuma "Dancing with the Devil... the Art of Starting Over" címmel. Lovato az albumot a minisorozat és elmúlt három évének nem hivatalos soundtrackje-ként jellemezte. Az albumon közreműködött Ariana Grande-vel, Noah Cyrus-szal, Saweetie-vel és Sam Fischer-rel. Az album a 2.helyen debütált a Billboard 200-on és 74 000 példányban kelt el az első héten. Az album megjelenése napján megjelent a "Dancing with the Devil" dalhoz a videoklip, augusztus 20-án, Lovato 29. születésnapján pedig kiadta a "Melon Cake" videoklipet. 2021. szeptember 17-én közreműködött G-Eazy "Breakdown" c. dalán.
2021. május 19-én Lovato elindította saját podcast-jét "4D with Demi Lovato" címen, 2021. július 30-án megjelent a Roku-n a 2020-ban felvett "The Demi Lovato Show" talk-show. Szeptember 30-án megjelent a 4 részes sorozat az "Unidentified with Demi Lovato" a Peacock-on, amiben földönkívüli élet jeleit kutatják nővérével, Dallasszal és legjobb barátjával, Matthew Montgomeryvel.

### 2022: Holy Fvck
2022 elején Lovato elkezdett részleketeket mutatni közelgő új albumáról az Instagramon. Állítása szerint közelgő albuma első két albumának, a "Don't Forget" és a "Here We Go Again" pop-rockos hangzását idézi. 2022 májusában Lovato megerősítette, hogy a Skin of my Teeth az első kislemez nyolcadik stúdióalbumáról és június 10-én jelent meg. Június 6-án Lovato bejelentette nyolcadik stúdióalbumát, a Holy Fvck-ot, amely a tervek szerint 2022. augusztus 19-én fog megjelenni. Az album népszerűsítése érdekében az énekesnő bejelentette az albumot támogató turnéját, a Holy Fvck Tour-t, amely 2022. augusztus 13-án fog elindulni.

## Egyéb szerepek

### The X Factor

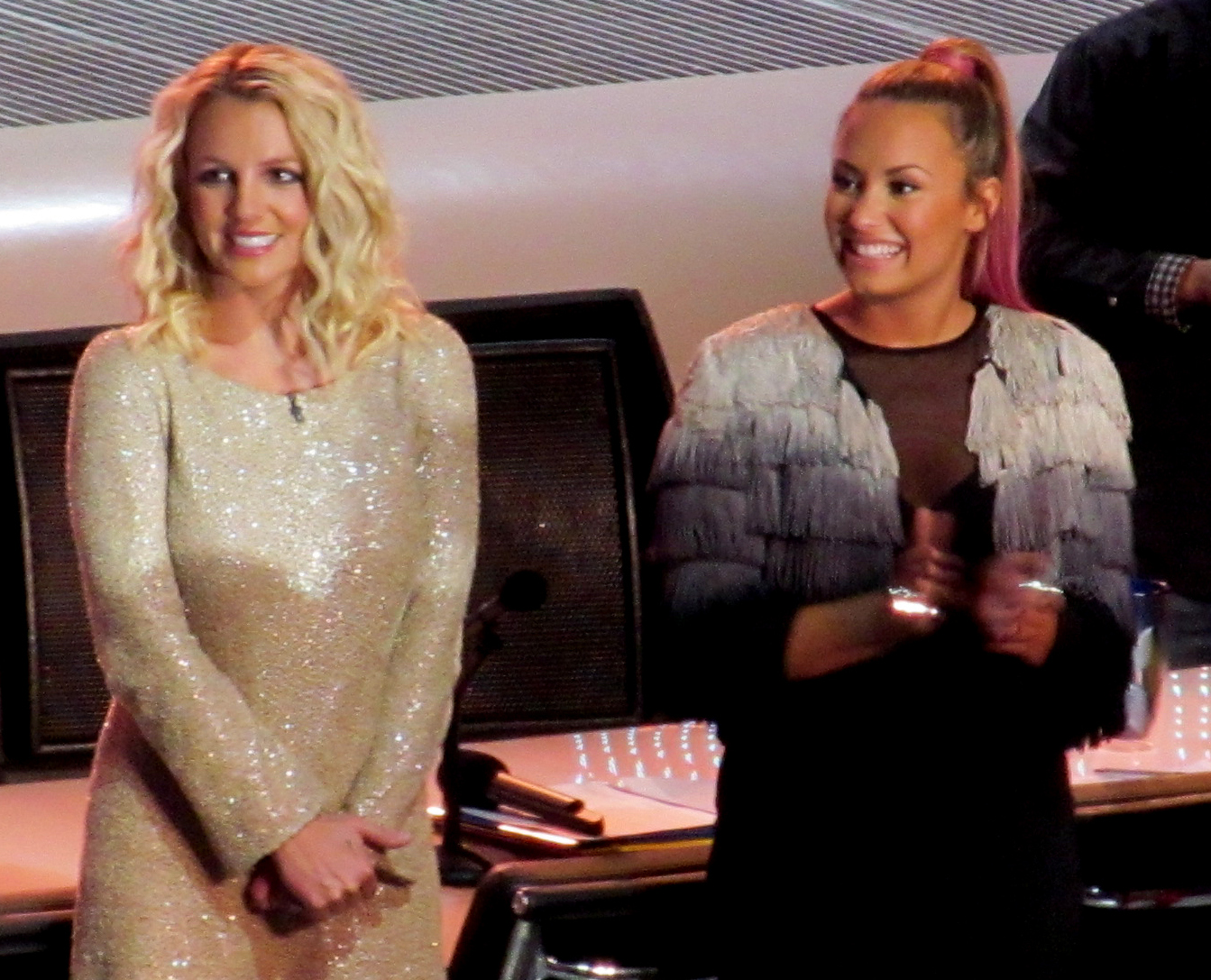
Lovato az amerikai X Factor mentoraként Britney Spears mellett

2012-ben Miley Cyrus-ról és Demiről szóltak pletykák, miszerint mentorok lennének az amerikai X Factor második évadában. Lovato-t 2012. május 13-án jelentették be mentorként. Másnap Britney Spears neve is bejelentésre került. Simon Cowell (mentortársuk) erről így nyilatkozott: „Abszolút boldog vagyok, hogy Britney és Demi csatlakozik hozzánk. Britney az egyik legnagyobb sztár a világon, tehetséges, lenyűgöző – és hiszek abban, hogy tudja, hogyan jelenjen meg az X Factor-ban. Demi csodálatos zenei, televíziós és filmes karriert futott be korához viszonyítva. Fiatal, magabiztos és lelkes. Szerintem fontos, hogy a fiatal közönségünkhöz beszél. Az új csapat dinamikus lesz és remekül fog együttműködni a sok változással, amit a show-ban végrehajtunk.”
A meghallgatásokat és további epizódokat 2012. május 14. és szeptember 15. között forgatták le. Az évad szeptember 12-én debütált. Lovato a „Fiatal felnőttek" csoportjának mentora volt, legtovább Cece Frey nevű mentoráltja jutott, aki hatodik helyezéssel távozott a versenyből. Lovato egymillió dolláros fizetést kapott a szerepért.
Arra a kérdésre, hogy visszatérne-e mentornak a harmadik évadba, így válaszolt: „Ötletem sincs, mi lesz a következő évadban.” A zsűrizésről így nyilatkozott: „Csodálatos tapasztalat, és imádtam ezt csinálni”, de „nem tudni”, hogy újra szerepelni fogok-e 2013-ban. 2012. december 20-án köszönetett mondott rajongóinak a támogatásért, hozzátette, hiányozni fog a mentortársaival közös munka. 2013 februárjában egy interjúban így vélekedett: „Tudod szeretném, teljesen hihetetlen lenne. Remélem, bölcsen ütemezve; ugye ebben az évben a zenémre fókuszálok majd, szóval sok turnézás és sok promóció lesz az albumomhoz, de szeretném, és ha megkérnének, hogy visszatérjek, egyértelműen igent mondanék.”

### Szociális és jótékonysági tevékenysége

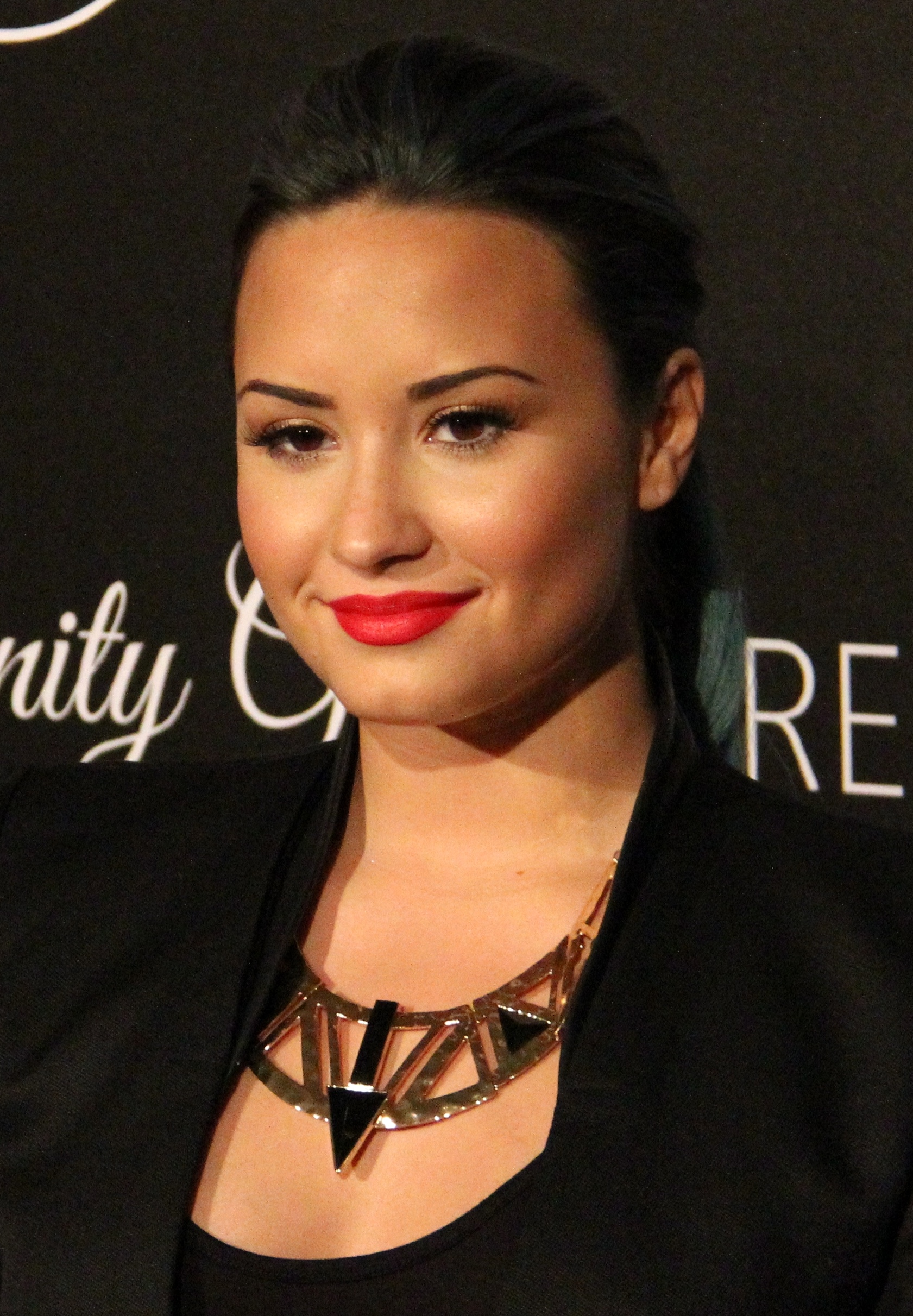
Demi Lovato 2013-ban

Lovato a gyermekbántalmazás elleni szervezet, a PACER egyik szóvivője. Erről így nyilatkozott: „Ez egy nagyon komoly ügy számomra, én is részese voltam – 12 éves koromban engem is bántottak, segíteni akarok más lányoknak, hogy bőrszínüket, méretüket, önmagukat és mindent maguk körül elfogadva magabiztosan jelenhessenek meg.” Képviseli a Join the Surge Campaign!-t, DoSomething.Org-t és a Clean & Clear-t is.
2009-ben Lovato elnyerte a The Honorary Ambassador of Education (Tiszteletbeli nevelési nagykövet) díjat. Lovato csatlakozott a Disney’s Friends for Change csapathoz is, hogy a környezettudatos viselkedést reklàmozhassa. A projekt tagja volt még Selena Gomez, Miley Cyrus és a Jonas Brothers. Közös daluk lett a Send It On, mely 2009-ben jelent meg jótékonykodási célokból. 20. helyen debütált a Billboard Hot 100 listán. Demi Joe Jonas társaságában készítette el a Make a Wave című dalt, mely szintén jótékonykodási célokból került kiadásra. Lovato támogatta a DonateMyDress.org, Kids Wish Network, Love Our Children USA, ST. Jude Children's Research Hospital, és City of Hope jótékonykodási céljait is.
Demi létrehozta a Lovato Treatment Scholarship ( Lovato kezelés ösztöndíj) programot, ahol a mentális problémákkal küzdő fiataloknak próbálnak segíteni, állva a kezelésük minden költségét, ami igencsak drága. 2015.03.18-án megrendezésre került a saját önálló jótékonysági estje, ahol minden rajongó 100$ értékben vehetett jegyet és a teljes bevétel a LTS alapítványhoz került. Az estén fellépett Christina Perri, Kelly Rowland és Joe Jonas volt a Dj. Az este folyamán még beszédet mondott a közönségnek az N'Sync egykori tagja, Lance Bass, de a helyszínen fejezte ki támogatását Becky G, Steve-O és Khloe Kardashian is. Természetesen a végére maradt az est fő szervezője, Lovato, aki legérzelmesebb balladáival örvendeztette meg a jelenlévő rajongókat. Egy valaki azonban hiányzott mellőle, legalábbis Lovato sokáig ezt hitte.
A szívem szakad meg, hogy nem lehet itt velem ma este – felelte Perez Hilton egyik elterelő kérdésére, azonban a mondatot már nem sikerült befejeznie, ugyanis a közönség sikításban tört ki, miután megpillantották a háta mögött Wilmer Valderrámát egy tortával a kezében. A szépséges énekesnő teljesen ledöbbent, hiszen eredetileg úgy tudta, hogy kedvese nem tud jelen lenni, mert Kanadában kellett tartózkodnia filmjének forgatása miatt.
„Nemrég landolt a Torontóból érkező gépem és annyi minden kavarog a fejemben – kezdte mondandóját Valderrama. – Régóta nem volt hozzá hasonló példakép. Hosszú ideje nem láthattunk olyasvalakit, akinek megvan a bátorsága ahhoz, hogy az legyen, aki lenni akar. Ha bármit is tanultatok a ma estéből, akkor az legyen az, hogy a mai naptól kezdve az élet jobb lesz. Isten áldjon benneteket, srácok” – majd arra buzdította a közönséget, hogy énekeljék el neki a Boldog Születésnapot című dalt, józanságának hároméves évfordulója alkalmából.
A könnytől csillogó szemű Lovatón eluralkodtak az érzelmek és zavarában semmit sem tudott mondani, ezért inkább elhagyta a színpadot, majd nem sokkal később természetesen visszatért hozzájuk.

## Inspirációk

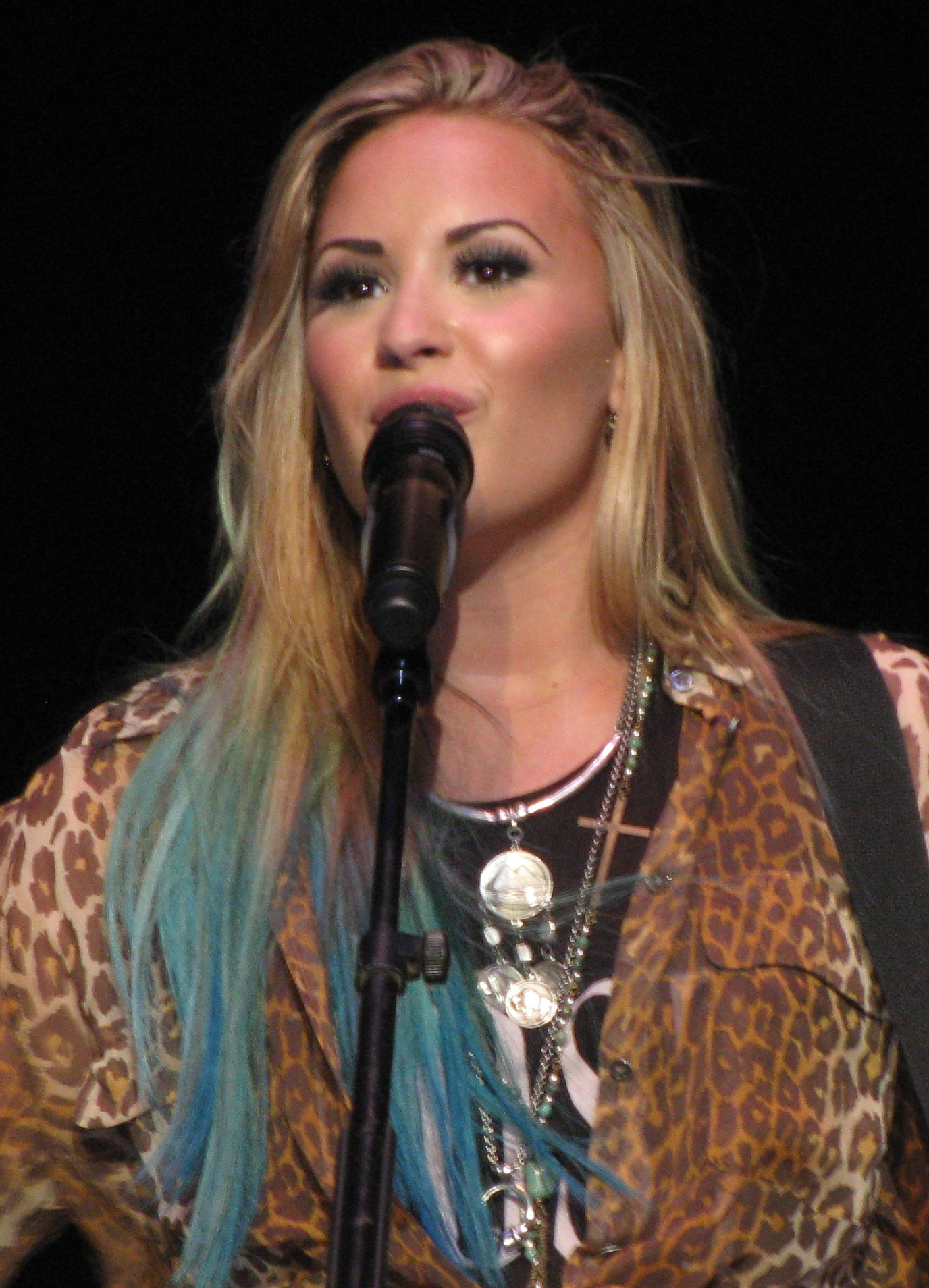
Demi Springfield-i koncertjén 2012-ben

Az énekes fő inspirációként olyan előadókat említett, mint Aretha Franklin, Billie Holiday, Whitney Houston, Kelly Clarkson és Christina Aguilera. Egy MTV-nek adott interjú során bevallotta, a heavy metal és metalcore műfajok is vonzzák, Dimmu Borgir-t nevezte egyik kedvenc együttesének. 2009. július 24-én a Late Night with Jimmy Fallonban hozzátett hármat kedvenc együtteseiből: Abigail Williams, Job for a Cowboy és Maylene and the Sons of Disaster. Az Unbroken kiadása után sokkal inkább az R&B és hiphop műfajok kedvelőjének érezte magát. Kedvence ezekben a műfajokban Rihanna.

## Magánélete

### Imidzse

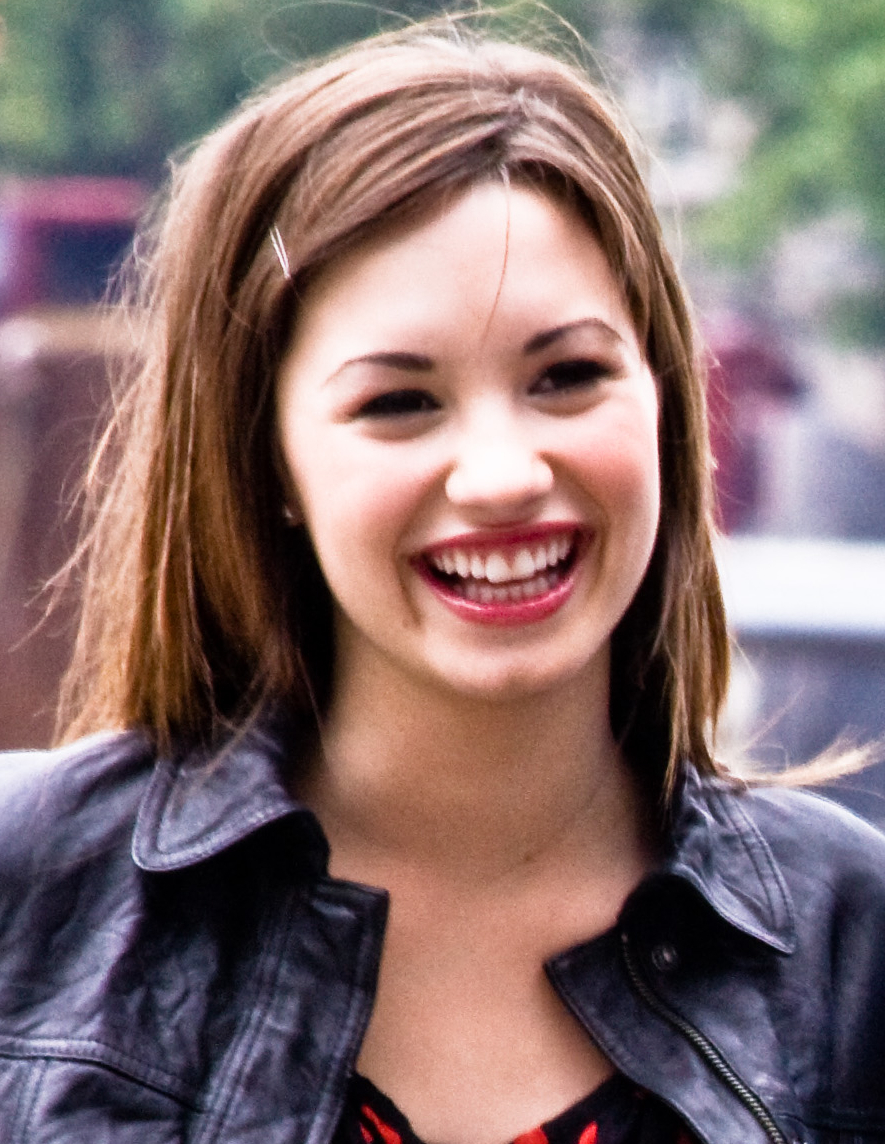
Lovato London-ban 2008-ban

Demi a For the Love of a Daughter című dalt elhidegült édesapjáról írta. Lovato elárulta, nem érdeklődik apja iránt, aki 2013. június 22-én (53 évesen), rákban meghalt. Demi az ő tiszteletére megalapította a Lovato ösztöndíj programot, ami a mentálisan visszamaradt gyerekeknek segít. 2009 márciusában egy interjúban így nyilatkozott: „Az első szenvedélyem a zene, mert ez természetesen jön. A színészkedés hobbi volt.” Demi keresztény, együttesével imádkozik fellépések előtt.
Remek barátságot ápolt Selena Gomezszel és Miley Cyrusszal. 2010. március 12-én jelentette be, hogy randizott Joe Jonasszal, akivel 2007-ben, a Rocktábor forgatásán találkozott először. Kapcsolatuk végét május 24-én jelentette be, melyről Joe később így vélekedett: „Demi és én tudtuk, hogy romantikus kapcsolatunk nem egyszerű. Az alatt az idő alatt, amit együtt töltöttünk, rájöttem, hogy sokkal inkább barátként tekintek rá. Az én döntésem volt a szakítás, de barátként szeretem. Velem volt, amikor szükségem volt rá. Továbbra is a barátja leszek és itt leszek neki.” Lovato vegetáriánus volt, viszont későbbi kezeléseit elkezdve már evett húst. 2010-ben – 18. születésnapján – Demi vásárolt családjának egy mediterrán stílusú lakást Los Angelesben: „Számomra az volt a legjobb ajándék, hogy [ házat] adtam a családomnak.” Később hozzátette: „Minden benne van, amit csak elképzelhetsz. Ez a legszebb, otthonos érzésű ház. Szeretem.” 16 évesen vette meg jelenlegi házukat Toluca Lake-n.

### Személyes küzdelmei
2010. október 30-án kilépett a Jonas Brothers Live in Concert World Tour 2010 koncertkörútból, hogy kezeléseken vehessen részt. Erről így nyilatkoztak: „[Demi] sajnálja, hogy nem tudja befejezni a turnéját, de szeretne visszaállni munkába a közeljövőben.” Több helyen elterjedt egy hír, miszerint Alex Welch háttértáncossal került összetűzésbe, aki elintézte, hogy magatartása miatt elküldjék a turnéról.
2011. január 28-án jelentették be, hogy Demi befejezte a kezeléseket és visszatért Los Angeles-i otthonába, ahol továbbra is vizsgálták az orvosok. Másnap egy Disney-s szóvivő így nyilatkozott: „[a Disney] támogatja Demi döntését, hogy az egészsége az első és a legjobbakat kívánja neki.” 2011. március 8-án jelent meg egy videó, melyben megköszönte rajongói segítségét és támogatását a nehéz időkre, melyet ő „életem legsötétebb időszaka”-ként jellemzett, és bejelentette visszatérési szándékát is. Először április 22-én jelent meg nyilvános interjún a Good Morning America és 20/20 című műsorokban, ahol elárulta, hogy Illinois-ban vett részt különféle kezeléseken bulimia és önbántalmazás miatt. Welch-hel való összeütközése – melyért „100 százalékos felelősség”-et vállalt – a család beavatkozását igényelte. Kábítószerhasználatáról és alkoholproblémáiról is őszintén beszélt: „[azért tettem,] mint sok tizenéves, hogy eltompítsam a fájdalmat.” Egy későbbi interjúban hozzátette, „gyakorlatilag idegösszeomlása” volt, és bipoláris rendellenességet diagnosztizáltak nála. 2011 áprilisában a Seventeen magazin közreműködő szerkesztőjeként beszélt szenvedéseiről, majd egy "Love is Louder than the Pressure to Be Perfect" (magyarul: A szeretet erősebb a tökéletességre törekvés nyomásánál) elnevezésű kampányról, melynek célközönsége a tizenéves lányok csoportja volt.
2011. december 23-án Lovato Twitteren kritizálta a Disney Channel két sorozatát, a Indul a risza!-t és a So Random!-ot, melyek az étkezési rendellenességeket tették nevetség tárgyává. A csatorna nyilvánosan kért elnézést Demitől, és az epizódokat sem sugározták többé. 2012 márciusában mutatta be az MTV a Stay Strong (magyarul: Maradj erős) című dokumentumfilmet, mely a kezelések időszakát mutatja be. Beszélt étkezési problémáiról és a turnézásról is.
A Demi Lovato: Simply Complicated című 2017-es YouTube-dokumentumfilmjében Lovato felfedte, hogy 2011-ben miután elhagyta a rehabot még mindig alkoholizmussal és kokain függőséggel küzdött, és a Stay Strong dokumentumfilmjének forgatása alatt sem volt tiszta.
2018 márciusában ünnepelte 6 éves józanságát, a 2018 júniusában megjelent "Sober" dalában vallotta be, hogy ezt követően visszaesett és újra drogozni és inni kezdett a 2018-as Tell Me You Love Me világturnéja alatt. 2018. július 24-én a Los Angeles-i Cedars-Sinai Medical Centerbe szállították, miután opioid-túladagolás miatt mentőszolgálatot hívtak otthonába. Lovato így emlékezett vissza: "Az orvosok azt mondták nekem, hogy 5-10 percem volt, ha senki nem talált volna meg, akkor nem lennék itt." Lovatonak több egészségügyi szövődménye is volt a túladagolásból, beleértve a többszörös agyvérzést, szívrohamot és agykárosodást, amelyek közül az utóbbi tartós látásproblémákat okozott. Két hétig kórházban volt, majd egy fekvőbeteg-rehabilitációs intézménybe került.
2021-es Dancing with the Devil dokumentusorozatában felfedte, hogy nem teljesen tiszta, moderáció alatt szokott alkoholt inni és marijuánát is szív, ezt pedig "California Sober"-nek nevezi. 2021 decemberében azt nyilatkozta, hogy teljesen felhagyott kaliforniai józanságával és most már teljesen józan. Azt is elárulta, hogy félrediagnosztizálták és nincs bipoláris zavara, csak ADHD-ja.
2021-ben elmesélte, hogy 15 évesen megerőszakolták, mikor a Disney Channel-nél volt, állítása szerint egy kollégája tette ezt, aki emiatt soha nem került bajba, annak ellenére, hogy Lovato szólt erről valakinek. 2018-as túladagolásakor drogdílere erőszakolta meg, mialatt Lovato tudatlan állapotban volt, erre 1 hónappal az incidens után emlékezett.

### Kapcsolatai, szexualitása és neme
2009-ben Miley Cyrus bátyjával, Trace Cryus-szal randizott, 2010-ben Joe Jonas-szal pár hónapig ezután pedig Wilmer Valderrama színésszel kezdett randizni, akivel 2016-ig alkottak egy párt. Lovato később 2017-ben Guilherme "Bomba" Vasconcelos UFC sportolóval járt. 2018-ban Henry Levy designer-rel, 2019-ben Austin Wilson modellel randizott pár hónapig. 2020. július 23-án Lovato bejelentette eljegyzését Max Ehrich színésszel, akivel március óta alkottak egy párt, de szeptemberben felbontotta az eljegyzést.
2015 óta vállalja nyilvánosan biszexualitását. 2021 májusában nembinárisnak vallotta magát, vagyis sem a nők, sem a férfiak közé nem sorolja magát. 2022-ben megváltoztatta névmásait they/she-re, azaz már nőként is lehet rá hivatkozni.

## Filmográfia

### Filmek
| Év   | Magyar cím (Eredeti cím)                                                                         | Szerep                              | Magyar hang   |
| ---- | ------------------------------------------------------------------------------------------------ | ----------------------------------- | ------------- |
| 2008 | Rocktábor (Camp Rock)                                                                            | Mitchie Torres                      | Gulás Fanni   |
| 2009 | Jonas Brothers: A 3D koncertélmény! (Jonas Brothers: The 3D Concert Experience)                  | önmaga                              |               |
| 2009 | Hercegnővédelmi program (Princess Protection Program)                                            | Rosalinda hercegnő / Rosie Gonzalez | Györfi Anna   |
| 2010 | Rocktábor 2. – A záróbuli (Camp Rock 2: The Final Jam)                                           | Mitchie Torres                      | Gulás Fanni   |
| 2012 | (Demi Lovato: Stay Strong)                                                                       | önmaga                              |               |
| 2017 | Hupikék törpikék – Az elveszett falu (Smurfs: The Lost Village)                                  | Törpilla (hang)                     | Szabó Zsófia  |
| 2017 | (Louder Together)                                                                                | Önmaga                              |               |
| 2017 | (Demi Lovato: Simply Complicated)                                                                | Önmaga                              |               |
| 2018 | Bűbáj herceg és a nagy varázslat (Charming)                                                      | Lenore Quinonez / Lenny (hang)      | Szinetár Dóra |
| 2020 | Eurovíziós Dalfesztivál: A Fire Saga története (Eurovision Song Contest: The Story of Fire Saga) | Katiana                             | Molnár Ilona  |

### Televízió
| Év        | Sorozat                                                  | Szerep          | Megjegyzés                               |
| --------- | -------------------------------------------------------- | --------------- | ---------------------------------------- |
| 2002–2004 | Barney és barátai (Barney & Friends)                     | Angela          | főszereplő                               |
| 2006      | A szökés (Prison Break)                                  | Danielle Curtin | egy epizód                               |
| 2007–2008 | Szól a csengő (As the Bell Rings)                        | Charlotte Adams | főszereplő                               |
| 2007      | (Just Jordan)                                            | Nicole          | egy epizód                               |
| 2008      | (Studio DC: Almost Live)                                 | önmaga          | egy epizód                               |
| 2009–2011 | Sonny, a sztárjelölt (Sonny with a Chance)               | Sonny Munroe    | főszereplő Magyar hangja Berkes Boglárka |
| 2009      | (My Camp Rock)                                           | önmaga          | egy epizód                               |
| 2010      | A Grace klinika (Grey's Anatomy)                         | Hayley May      | egy epizód                               |
| 2010      | Topmodell leszek! (America's Next Top Model)             | önmaga          | egy epizód                               |
| 2010–2011 | A nagy házalakítás (Extreme Makeover: Home Edition)      | önmaga          | két epizód                               |
| 2012      | (This Is How I Made It)                                  | önmaga          | egy epizód                               |
| 2012–2013 | (The X Factor)                                           | önmaga          | mentor Magyar hangja Gulás Fanni         |
| 2013–2014 | Glee – Sztárok leszünk! (Glee)                           | Dani            | mellékszereplő                           |
| 2015      | (Saturday Night Live)                                    | önmaga          | egy epizód                               |
| 2015      | (We Day)                                                 | önmaga          | különkiadás                              |
| 2015      | RuPaul – Drag Queen leszek! (RuPaul's Drag Race)         | önmaga          | vendég zsűri                             |
| 2015      | Alkonyattól pirkadatig (From Dusk till Dawn: The Series) | Maia            | két epizód                               |
| 2017      | (The Voice)                                              | önmaga          | fellépő                                  |
| 2017      | A kifutó (Project Runway)                                | önmaga          | egy epizód                               |
| 2018      | (Dr. Phil)                                               | önmaga          | egy epizód                               |
| 2020      | Will és Grace (Will & Grace)                             | Jenny           | mellékszereplő                           |
| 2020      | (The Ellen DeGeneres Show)                               | önmaga          | vendég                                   |
| 2020      | (iHeart Living Room Concert for America)                 | önmaga          | különkiadás                              |
| 2020      | (The Disney Family Singalong)                            | önmaga          | különkiadás                              |
| 2020      | (Game On!)                                               | önmaga          | egy epizód                               |
| 2020      | 46. People's Choice Awards (46th People's Choice Awards) | önmaga          | műsorvezető                              |
| 2020      | (Celebrating America)                                    | önmaga          | különkiadás                              |

## Diszkográfia
- Don’t Forget (2008)
- Here We Go Again (2009)
- Unbroken (2011)
- Demi (2013)
- Confident (2015)
- Tell Me You Love Me (2017)
- Dancing with the Devil... The Art of Starting Over (2021)
- Holy Fvck (2022)

## Turnék
| Saját - Demi Live! Warm Up Tour (2008) - Demi Lovato Live in Concert (2009–10) - An Evening with Demi Lovato (2011) - A Special Night with Demi Lovato (2011–13) - Demi Lovato Summer Tour 2012 (2012) - Demi Lovato: The Neon Lights Tour (2014) - Demi Lovato: The Tell Me You Love Me World Tour(2018) - Holy Fvck Tour (2022) | Nyitóelőadó - Jonas Brothers – Burnin’ Up Tour (2008) - Avril Lavigne - The Best Damn World Tour (2008) |

## Fordítás
- Ez a szócikk részben vagy egészben  a   Demi Lovato című angol Wikipédia-szócikk fordításán alapul.  Az eredeti cikk szerkesztőit annak laptörténete sorolja fel. Ez a jelzés csupán a megfogalmazás eredetét és a szerzői jogokat jelzi, nem szolgál a cikkben szereplő információk forrásmegjelöléseként.